# Hannah Lamdan

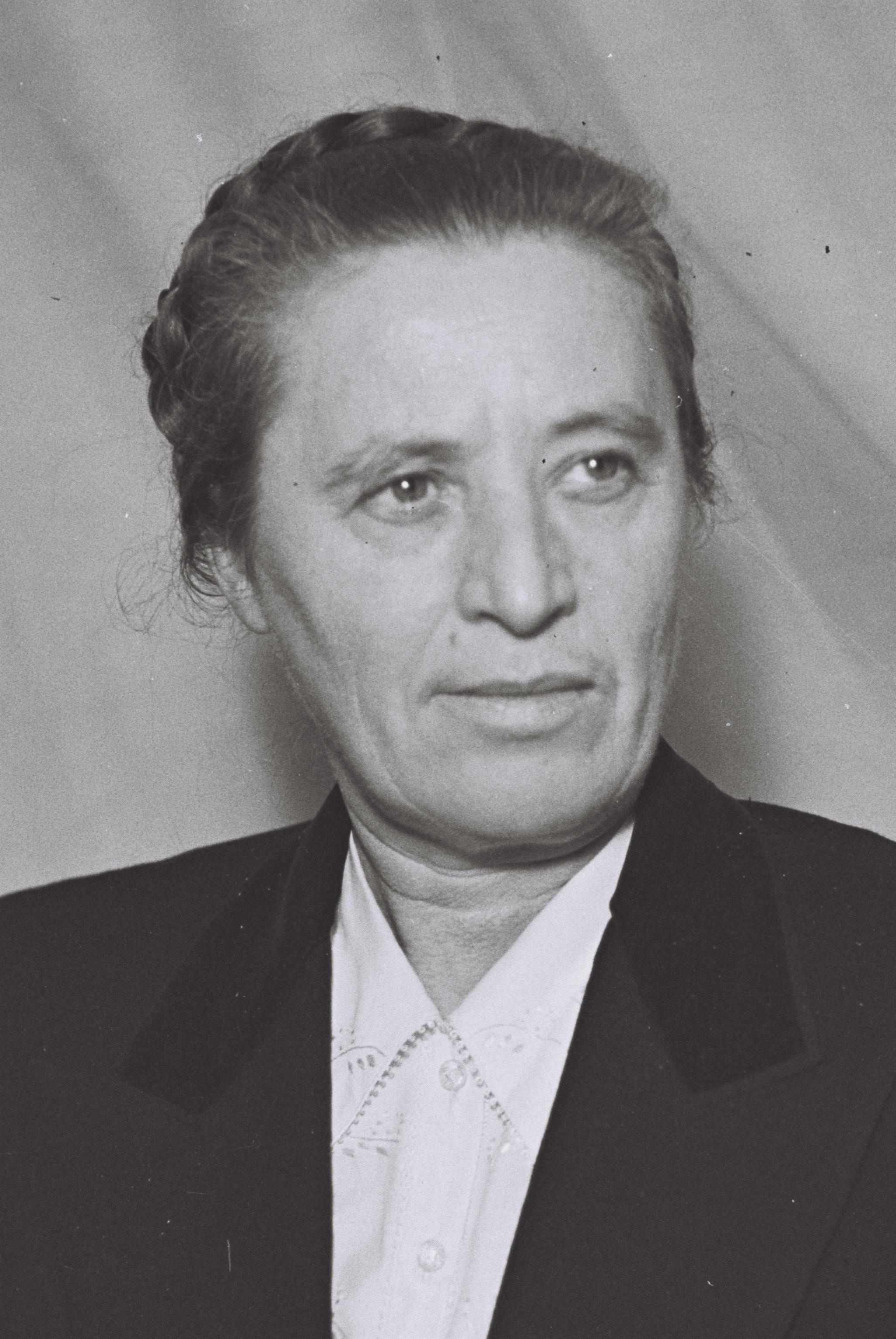
Hannah Lamdan

Hannah Lamdan (hebräisch חנה למדן; * als Hannah Lerner am 5. Januar 1905 in Schyliwzi, Russisches Kaiserreich; † 10. April 1995 in Cholon, Bezirk Tel Aviv) war eine israelische Politikerin, die von 1949 bis 1965 mehrere Linksparteien in der Knesset vertrat.

## Leben und Karriere
Hannah Lerner wurde in Schyliwzi im Gouvernement Bessarabien des Russischen Kaiserreichs (in der heutigen Ukraine) geboren. Sie besuchte eine hebräischsprachige Schule und danach eine russischsprachige Sekundarschule, bevor sie 1926 ins Völkerbundsmandat für Palästina auswanderte. Sie war Mitglied der Jugendorganisation Hashomer Hatzair.
Lamdan schloss sich der Partei Achdut haAwoda an und war als Aktivistin innerhalb der Gewerkschaft Histadrut tätig. Nachdem sie in den Arbeiterrat Tel Aviv gewählt worden war, leitete sie von 1937 bis 1940 die Arbeiterinnen-Abteilung und war von 1944 bis 1949 Mitglied deren Sekretariat.
1948 schloss sich Lamdan der Mapam an und wurde 1949 in die erste Knesset gewählt. Sie wurde 1951 erneut gewählt aber verließ die Mapam am 20. Januar 1953, um die unabhängige Faktion der Achdut haAwoda mit anderen ehemaligen Mapam-Abgeordneten zu gründen. Jedoch schloss sie sich am 13. Januar 1954 der Mapai an.
Sie verlor ihren Sitz bei der Parlamentswahl 1955 aber zog am 31. Juli 1957 erneut in die Knesset, um Ehud Avriel zu ersetzen, der aus dem Parlament zurückgetreten und zum Botschafter ernannt worden war. Sie wurde 1959 erneut gewählt aber verlor ihren Sitz bei der Parlamentswahl 1961. Allerdings ersetzte sie ab dem 23. August 1962 den verstorbenen Georg Josephthal im Parlament.
Am 14. Juli 1965 war Lamdan einer der acht Abgeordneten, die die von David Ben-Gurion geleitete Mapai verließen, um die Rafi zu gründen. Sie verlor ihren Sitz bei der Parlamentswahl im selben Jahr.
Lamdan starb in Cholon nahe Tel Aviv am 10. April 1995.